# Scheib (Gemeinde Kirchschlag)
Scheib ist eine Ortschaft und unter der Bezeichnung Scheibb eine Katastralgemeinde der Gemeinde Kirchschlag im Bezirk Zwettl in Niederösterreich.
Die Streusiedlung liegt südöstlich von Kirchschlag an den Hängen oberhalb der Feistritz an der Landesstraße L7190.
Zum Ortsgebiet zählen auch die Rotte Höllerbrand, die Streusiedlung Primassen sowie die Einzellagen Eibelhof und Wetzlashof.

## Geschichte
Der Ort wird spätestens 1590 zum ersten Mal schriftlich erwähnt.
Im Eintrag der Josephinischen Fassion aus Jahre 1786/87 gab es im heutigen Ort 9 Häuser.
Im Jahr 1822 wurde der Ort als Dorf mit dreizehn Häusern genannt, das nach Kirchschlag eingepfarrt war, wohin auch die Kinder eingeschult wurden. Die Herrschaft Pöggstall besaß die Ortsobrigkeit und übte die Landgerichtsbarkeit aus, die Herrschaft Oberranna besorgte die Konskription, die Untertanen und Grundholde des Ortes gehörten der Herrschaft Pöggstall, Oberranna und Mollenburg.
Nach der Entstehung der Ortsgemeinden 1849 wurde der Ort eine Katastralgemeinde der Ortsgemeinde Kirchschlag.
Laut Adressbuch von Österreich waren im Jahr 1938 in Scheib ein Gemischtwarenhändler, ein Holzwarenerzeuger, ein Schmied, ein Viehhändler, zwei Wagner und einige Landwirte ansässig.

## Siedlungsentwicklung
Zum Jahreswechsel 1979/1980 befanden sich in der Katastralgemeinde Scheibb insgesamt 34 Bauflächen mit 14.797 m² und 5 Gärten auf 3.286 m², 1989/1990 gab es 56 Bauflächen. 1999/2000 war die Zahl der Bauflächen auf 89 angewachsen und 2009/2010 bestanden 63 Gebäude auf 92 Bauflächen.

## Bodennutzung
Die Katastralgemeinde ist landwirtschaftlich geprägt. 265 Hektar wurden zum Jahreswechsel 1979/1980 landwirtschaftlich genutzt und 249 Hektar waren forstwirtschaftlich geführte Waldflächen. 1999/2000 wurde auf 223 Hektar Landwirtschaft betrieben und 289 Hektar waren als forstwirtschaftlich genutzte Flächen ausgewiesen. Ende 2018 waren 194 Hektar als landwirtschaftliche Flächen genutzt und Forstwirtschaft wurde auf 304 Hektar betrieben. Die durchschnittliche Bodenklimazahl von Scheibb beträgt 16,6 (Stand 2010).